# CA Almirante Brown (Arrecifes)

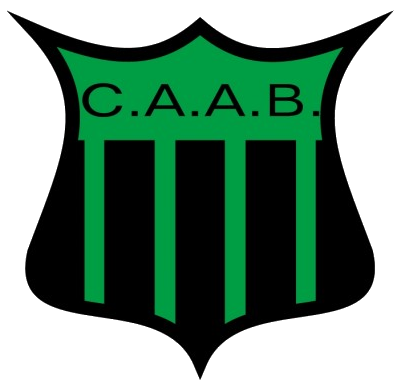
Logo Atlético Almirante Club

Club Atlético Almirante Brown – argentyński klub piłkarski z siedzibą w mieście Arrecifes, leżącym w prowincji Buenos Aires.

## Osiągnięcia
- Mistrz III ligi (Torneo Argentino A): 1996/1997
- Mistrz IV ligi (Torneo Argentino B): 1995/1996
- 18 tytułów mistrza ligi Liga de fútbol de Arrecifes

## Historia
Klub Almirante Brown założony został 14 października 1917 roku. Ostatni raz w drugiej lidze argentyńskiej Almirante Brown występował w sezonie 2002/2003.